# 初島
35°2′23.41″N 139°10′14.47″E / 35.0398361°N 139.1706861°E

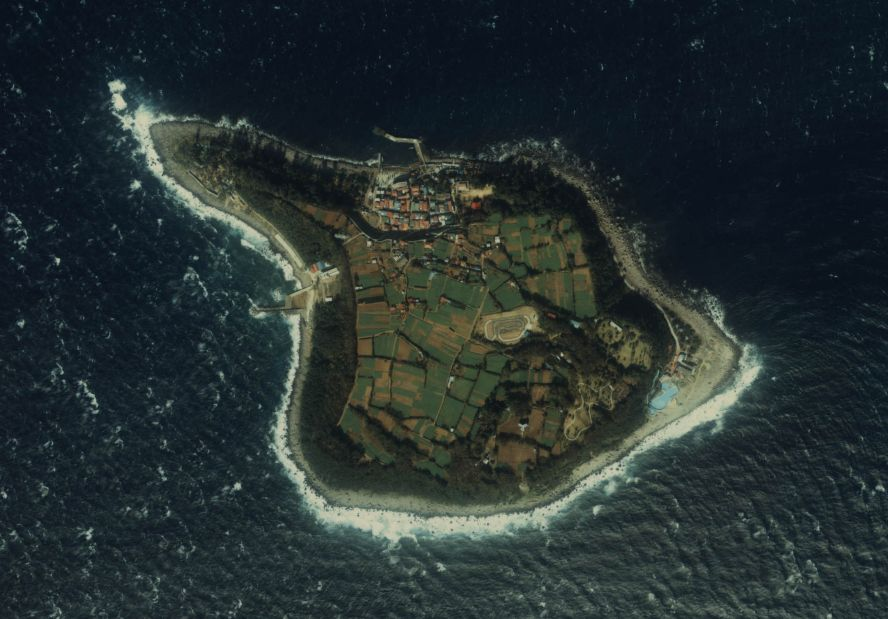
初島空照圖

初島是位於日本伊豆半島東方相模灘裡的一座小島，行政上隸屬於靜岡縣熱海市，距熱海市本土約10公里，為靜岡縣唯一的有人島。在古文獻中有波島、端島、波津幾島等稱呼。
初島面積約0.437平方公里，周長約4公里，最高海拔51公尺，人口193人。居民幾乎都住在北面的宮之前地區。